# Josef Hardtmuth
Josef Hardtmuth (pokřtěn 13. února 1758 Asparn an der Zaya – 23. května 1816 Vídeň) byl rakouský architekt, vynálezce a průmyslník a stavební ředitel knížete Aloise I. z Lichtenštejna. Založil ve Vídni továrnu Koh-i-noor Hardtmuth, která byla později přesunuta do Českých Budějovic.

## Dětství a dospívání
Narodil se v rodině truhlářského mistra Antona Hardtmutha (1720–1793) a Theresie, rozené Meißl (1726–1788). Často mu bývá chybně připisováno datum narození 1752; v tomto roce se narodil jeho bratr stejného jména „Joseph“, který ve věku dvou let zemřel. V té době bývalo obvyklé, že se dalšímu synovi dávalo jméno zemřelého syna. Špatné datum narození je uvedeno i na pamětní desce umístěné na rodném domě.
Už v raném dětství se u něho projevily umělecké sklony. Jako dítě pomáhal v dílně otci a stále něco kreslil a navrhoval nábytek. Chodil do vesnické školy v Asparnu. Ve třinácti letech byl na 3 roky poslán do učení ke svému strýci staviteli Franzi Meißlovi, jenž měl v Poysdorfu stavitelskou provozovnu a prováděl stavby na panství knížete Lichtenštejna. Strýc vycítil Josefův talent a v mnohém jeho znalostí využíval, čímž také podporoval jeho odborný růst. Po večerech se Josef učil a zdokonaloval v kreslení i v teorii.

## Architektonická práce ve Vídni
Stavitel Meißl získal větší zakázky ve Vídni a přemístil sídlo firmy do Vídně a Josefa Hardtmutha vzal do firmy jako společníka. Navzdory svému sobectví stavitel uznal, že Josef příliš oceněný není, když ještě pracuje s kladivem a fankou. Díky neúnavné práci zvláště v kreslení a nabývání znalostí i z jiných oborů byl pověřován složitými úkoly.

### Lichtenštejnský palác ve Vídni
Tehdejší vládnoucí kníže Alois I. z Lichtenštejna si nechal od zedníků z Poysdorfu či Asparnu postavit nový palác na vídeňské Herrengasse. Průčelí paláce navrhoval Josef Hardtmuth sám, stejně jako vnitřní a vnější uspořádání paláce a jeho zařízení do všech detailů. Když Franz Meißl zemřel, kníže povolal Josefa Hardtmutha jako knížecího stavitele i přes varování okolí. Hardtmuth měl totiž poněkud hrubší a vznětlivé vystupování. Bydlel v několika místnostech paláce.

## Architektonické dílo na území Čech a Moravy
Rod Lichtejnštejnů se stal rovněž Hardmuthovým hlavním zadavatelem na území dnešní České republiky. Výraznou stopu po sobě proto zanechal zejména na jejich panství v oblasti tzv. Lednicko-Valtického areálu.
- 1798–1802 Minaret v Lednici;
- 1800–1806 Nový hrad u Adamova;
- 1801–1802 Janův hrad (Janohrad) u Lednice;
- 1801 kostel v České Třebové;
- 1802 kostel sv. Mikuláše Dolní Libchavy – dnes Libchavy;
- 1804–1809 kostel v Rudolticích;
- 1806–1809 lovecký zámeček, Kolonáda v Adamově;
- 1810–1812 Dianin chrám u Valtic;
- 1810–1812 Kolonáda na Rajstně u Valtic;
- 1810–1812 Lovecký zámeček u Břeclavi

## Výroba kameniny a tužek
Roku 1790 Josef Hardtmuth založil ve Vídni firmu na výrobu kameniny. Položil tím základy pozdější společnosti Koh-i-noor Hardtmuth. V následujícím desetiletí sortiment rozšířil o tužky a křídy, přičemž pro tužkové tuhy využil vlastního inovativního postupu míchání jílu, práškového grafitu, sazí a dalších přísad. Po jeho smrti převzala řízení firmy manželka Elisabeth. Po jejím skonu roku 1828 přešlo vedení podniku na syna Carla Hardtmutha, který továrnu ve 40. letech 19. století přestěhoval do Českých Budějovic.

## Manželství a děti
Dne 6. ledna 1793 Josef Hardtmuth uzavřel sňatek s ovdovělou Elisabeth Marchandovou (1762–1828), vdovou po knížecím kuchaři, dcerou knížecího komorníka Josefa Kieslera a Elisabeth Marklové. Po Josefově smrti v roce 1816 se Elisabeth provdala potřetí, za Johanna rytíře von Ziolecki. Zemřela 26. února 1828 na astma v Gruberově domě v Herrengasse č. 249 ve Vídni.
Z manželství Josefa a Elisabeth Hardtmuthových se narodili čtyři synové:
- Joseph Hardtmuth (* 1793)
- Georg Hardtmuth (* 1797)
- Ludwig Hardtmuth (* 1800)
- Carl Hardtmuth (* 1804)

## Předkové Josefa Hardtmutha
Z pramenů se dovídáme, že rodina Hardtmuthů pochází z Bavorska, kam se v 17. století přistěhovala z Badenu. Rodina se rozšiřovala v Bavorsku a celém Německu.
Pravopis jména je rozličný: Hartmueth (1619, 1715–1749), Hardtmuth (1628), Hatmuth (1698–1826), Hartmuet (1722), Harmuth (1724) Harttueth (1728), Hartmuett (1813, 1818). Jméno Josef Hardtmuth je uvedene ve farní matrice pokřtěných v Asparn an der Zaya jako Hartmuth, stejně tak i ve výučních listech zedníka a kameníka z Poysdorfu. V žádostech na Majestát je podepsán jako Hardtmuth a tento pravopis jména bude nadále užívat rakouská větev rodu.
- Hans Joachim Hartmuth (?–před 1628) – truhlář se přistěhoval do Altenmarktu. Další zmínka je také ze 17. století, kdy nedaleko švýcarských hranic na panství Rötteln (Lörrach) ve Wiesentalu v Bádensku žil truhlář Hanns Joachium Hartmuth, opustil tam domov a stěhoval se směrem na východ. V roce 1619 se Hans Joachim Hartmuth s rodinou ze dvora Warmvach ucházel o přijetí za občana v Trostbergu.
- Barbara, vdova po Hansi Joachimovi Hartmuthovi si 7. prosince 1628 vzala stolaře Hanse Müchingera, měšťana z Trosbergu.
- Joseph Hartmuth (?–1698) – v knize zemřelých fary v Altenmarktu an der Alz (Bavorsko): „6. ledna 1698 zemřelo dítě Joseph Hartmuth...“.
- Andreas Hartmuth (asi 1697, Altenmarkt an der Alz, Bavorsko – 16. června 1749, Kirchdorf) – stolař v Kirchdorfu u Haagu v Horním Bavorsku, oženil se 26. listopadu 1715 s Margarethou Eiber (* 25. července 1694, Dorfen, Horní Bavorsko – † 16. února 1753, Kirchdorf).
- Johann Hartmuth (asi 1652 – 30. července 1720, Altenmarkt an der Alz) – stolař, oženil se v roce 1690 s Annou (* asi 1650 – † 29. května 1723, Altenmarkt an der Alz).
- Johann Adam Eiber – stolař a měšťan z Dorfenu, oženil se s Annou Marií Derer (* 18. prosince 1666), Dorfen.
- Johann Ada, Eiber († po 1688) – malorolník v Plumthale (dnes Bleimthal), farnost Hofkirchen, Horní Bavorsko. Oženil se s Agnes († před 1688).
- Blasius Deurer (Theurer, Theyrer) (3. února 1634, Dorfen – 7. dubna 1684, Dorfen) – varhaník a „školomet“ (učitel). Byl zapáleným hudebníkem a miloval církevní hudbu a také pro tuto hudbu skládal. Oženil se před rokem 1656 a vzal si Julianu († 25. září 1679, Dorfen).
- Simon Theurer (kolem 1566 – 9. září 1670, Dorfen, ve 104 letech) – potulný hráč a měšťan z Dorfenu. Oženil se s Barbarou.

## Rodiče a sourozenci
- Anton Hartmuth (1720–1793) – narozený v Kirchendorfu u Haagu v Horním Bavorsku odešel do Rakouska, do Vinné čtvrti u lesnatého návrší Leiser Berge, kde se usadil jako stolařský mistr v Asparn an der Zaya v Dolních Rakousích. Brzy se zde dne 13. října 1748 oženil s Theresií Meißl (30. prosince 1726 – 12. února 1788). Dne 27. listopadu získal od cechu povolení živnosti pro truhlářství. Stal se tak praotcem a zakladatelem samostatné rakouské větve rodu a otcem našeho Josefa Hardtmutha (1758–1816). Manželský pár Anton a Theresie, bydlící v Asparn č. 11 zde vychovali osm dětí. Anton Hartmuth zhotovil (1754) oltář v kapli sv. Anny a také hlavní oltář ve farním kostele (1765) v Asparnu.
- Johann Karl (†1792) – nejstarší syn byl stejně jako otec truhlářský mistr, odešel za prací do Vídně, kde zemřel v Roßau č. 83.
- Joseph (1752–1754) zemřel jako dítě.
- Franz (*1756–?) se usadil také ve Vídni jako truhlářský mistr. Bydlel v ulici Alterstraße č. 102, která náležela k farnímu obvodu Skotského kostela ve středu města.
- Wenzeslaus (*1765–?) odešel 1779 ke svému strýci, staviteli Franzi Meißlovi a začal 1782 pracovat jako zkušený kamenický a zednický odborník. Bydlel ve Vídni – Alserbachu č. 210 a potom v č. 236.
- Johann (*1760–?) odešel do Terstu.
- Katharina (*1763–?) narodila se v Asparnu a později se provdala.
- Leopold (1768–1819) poslední syn jako jediný zůstal v Asparnu a byl jako otec také truhlářský mistr. Když otec 1791 odešel na důchod, převzal Leopold živnost v Asparnu.

## Výstava
- Hardtmuth: od uhlu k tužkařskému impériu – Národní technické muzeum v Praze, 29. červen 2022 – 26. březen 2023[5]